# Vijay
Joseph Vijay znany jako Vijay (ur. 22 czerwca 1974) – indyjski aktor filmowy i wokalista podkładający głos w piosenkach filmowych, także filantrop.
Jest synem reżysera i producenta filmowego S. A. Chandrasekhara oraz wokalistki Shobhy. Kształcił się w Balalok Matriculation Higher Secondary School w Virugambakkam i w Loyola College w Ćennaj. Pracę w tamilskim przemyśle filmowym rozpoczął jako aktor dziecięcy. Główną rolę po raz pierwszy zagrał w Naalaiya Theerppu (1992). Sendhoorapandi, w którym wystąpił u boku Vijayakantha (1993) przyniósł mu popularność. Jego pozycję w Kollywood ugruntowały takie obrazy jak Rasigan, Deva czy Vishnu. Zagrał u boku Sivajiego Ganesana w Once More. Do 2013 wystąpił w przeszło 50 filmach. Użycza swego głosu w piosenkach filmowych. Angażuje się w działalność dobroczynną, w 2009 przekształcił sieć związanych z sobą fanklubów filmowych w organizację społeczną Vijay Makkal Iyakkam. Zdradza ambicje polityczne, był kojarzony z Indyjskim Kongresem Narodowym (INC), w kampanii przed wyborami stanowymi w 2011 wspierał AIADMK. Wyrażał aprobatę dla kampanii antykorupcyjnych prowadzonych przez Annę Hazarego. Żonaty z pochodzącą ze Sri Lanki Tamilką, w ostrych słowach krytykuje politykę rządu lankijskiego. W niektórych środowiskach wzbudza kontrowersje ze względu na charakterystyczne zachowania, będące nawiązaniem do M.G. Ramachandrana. Przez fanów i zwolenników nazywany jest Ilayathalapathy, co znaczy, w przybliżeniu Młody głównodowodzący. Otrzymał między innymi Tamil Nadu State Film Award (1998, 2005) oraz Vijay Awards (2007, 2009, dwie nagrody za rok 2012). Posiada doktorat honorowy Dr. M.G.R. Educational and Research Institute, przyznany w 2007. Został uhonorowany nagrodą Kalaimamani (1998), przyznawaną przez rząd Tamil Nadu.